# Борковський Григорій Максимович
Григо́рій Макси́мович Борко́вський, Бораковський (1846, Павлоград — після 1900, Новомосковськ. там же й похований) — український драматург.
Народився у місті Павлоград Катеринославської губернії (тепер Дніпропетровська область) у шляхтича родом із Чернігівської губернії й купецької доньки. 1869 року закінчив медичний факультет Харківського університету, одружився й працював 1,5 року лікарем на Волині. З 1871 року мешкає у місті Новомосковськ, де працює повітовим лікарем.

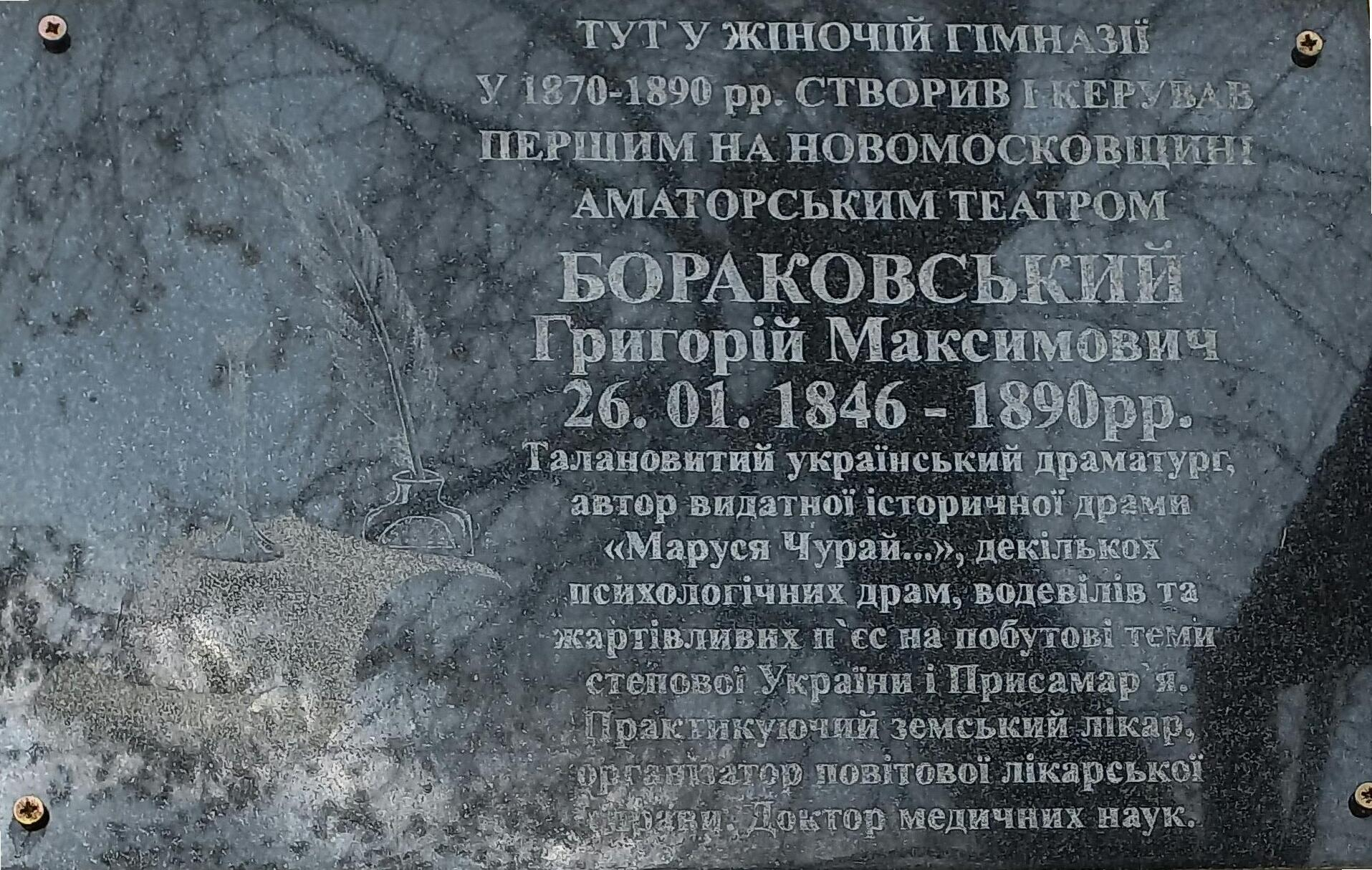
Меморіальна дошка на будівлі ліцею «Самара» (колишня жіноча гімназія). Дніпропетровська область м. Новомосковськ вул. Шевченко, 8

Автор історичної драми «Маруся Чурай — українська піснетворка» (1887), соціально-побутових п'єс «Із моря житейського», «Лихом щастя не добудеш», «Як долі немає — то й щастя минає», про які прихильно відгукнувся Іван Франко. Борковському належить низка комедій і водевілів, кілька праць на медичні теми.
Бораковського називають письменником Присамар'я і Поорелля. На це вказують його нотатки у творах: «Дія відбувається в однім із сіл поблизу Самари», або «Діється на селі по Орілі між Полтавщиною і Катеринославщиною».

## Твори
- Збірник драматичних творів, т. 1. Львів, 1888